# Vyšehrad
Der Vyšehrad (deutsch Wyschehrad, auch Prager Hochburg) ist einer der bekanntesten frühmittelalterlichen Burgwälle in Böhmen. Er liegt südlich der Prager Neustadt auf einem Hügel, der sich an der Mündung des Botič steil über dem rechten Ufer der Moldau (Vltava) erhebt. Als zweite Prager Burg der Přemysliden bereits im 10. Jahrhundert gegründet, wurde er in der Romanik und Gotik mehrfach ausgebaut. Die heutige Gestalt wird wesentlich durch den Umbau zu einer barocken Festung bestimmt. Innerhalb der Burg befinden sich die Basilika St. Peter und Paul und der Vyšehrader Friedhof, auf dem zahlreiche Künstler, Wissenschaftler und Politiker bestattet sind.

## Geschichte

### Gründung und erste Blüte im 10. und 11. Jahrhundert

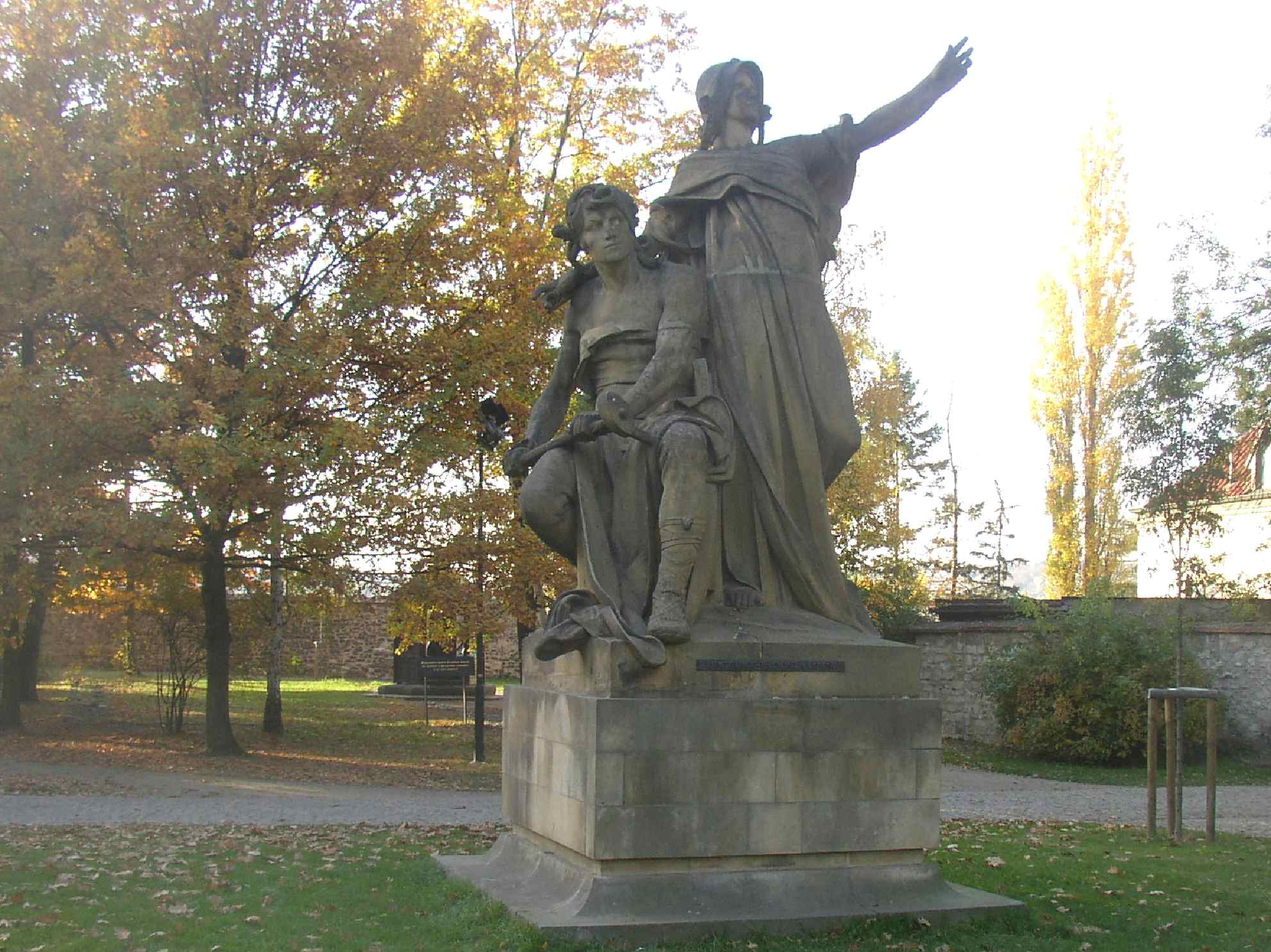
Přemysl und Libuše
von Josef V. Myslbek

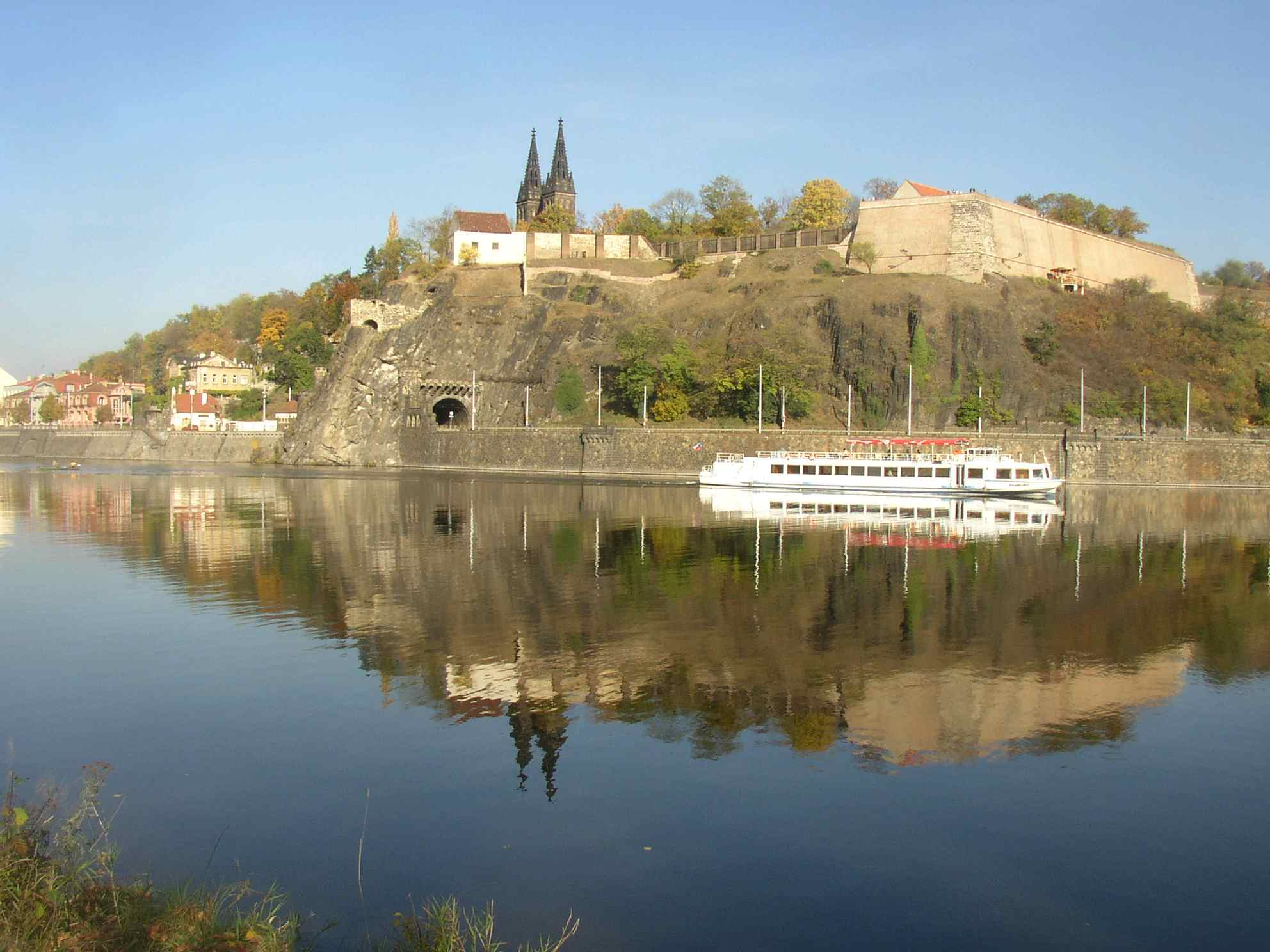
Vyšehrad

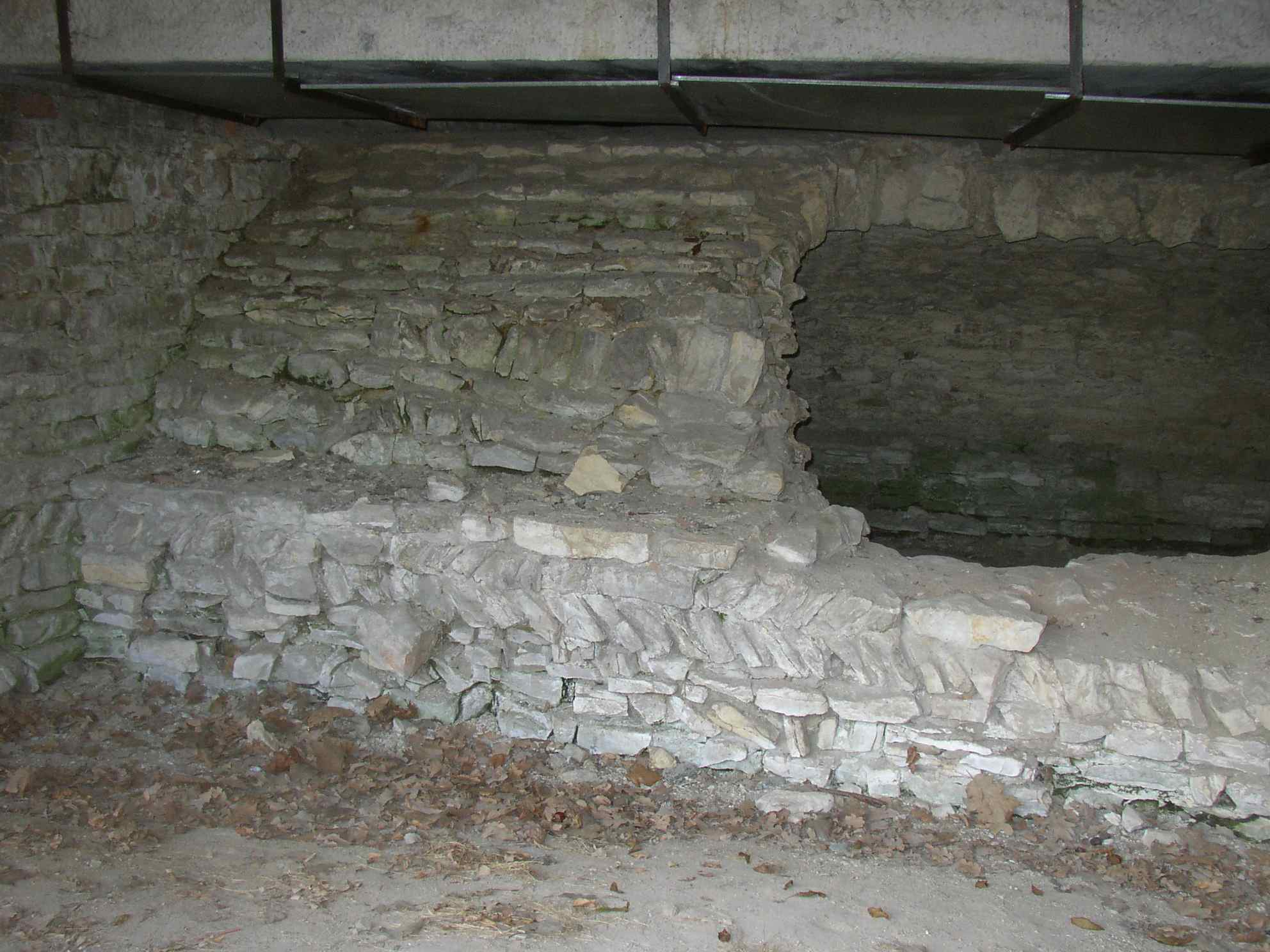
Reste der romanischen Brücke

Der Vyšehrad wurde in der ersten Hälfte des 10. Jahrhunderts südlich der Prager Burg auf der gegenüberliegenden Seite der Moldau als zweite Burg der Přemysliden gegründet. Er trug wohl ursprünglich den Namen Chrasten.
Nach einer alten Legende soll der Fels über der Moldau Sitz der ersten tschechischen Herrscher, vor allem der sagenhaften Fürstin Libuše, der Stammmutter der Tschechen, gewesen sein, die hier auch in einer Vision die Gründung Prags voraussah und der Stadt große Zukunft weissagte. Aufgrund der ausgedehnten archäologischen Forschungen steht jedoch fest, dass diese Anlage etwas jünger ist als die Prager Burg auf dem Hradschin und erst in der ersten Hälfte des 10. Jahrhunderts besiedelt und befestigt wurde. Ab dem Ende der 980er bzw. in den 990er Jahren existierte hier eine Münzstätte, und es wurden Denare verschiedener Fürsten, besonders Boleslaws II., mit der Aufschrift „VISEGRAD“, die „Hohe Burg“, geprägt.
Der Fürst und erste böhmische König Vratislav II. verlegte um 1070 seine Residenz von der Prager Burg auf den Vyšehrad, wahrscheinlich aufgrund von Machtstreitigkeiten mit seinem Bruder Bischof Jaromír. Vratislav gründete hier das Vyšehrader Kollegiatkapitel St. Peter und Paul, das sich schnell zu einem wichtigen Bildungszentrum entwickelte. Aus dem Jahr 1085 ist der Codex Wyssegradensis, das Krönungsevangeliar Vratislavs II., überliefert, das eine der ältesten bekannten romanischen Buchmalereien darstellt. Am Ende des 11. Jahrhunderts entstand neben der Kirche und den Stiftsgebäuden auch der steinerne romanische Wohnbau („Palas“) Vratislavs. Außerdem wurden die St.-Laurentius-Basilika und die Martinsrotunde errichtet.
Unter Fürst Soběslav I. (1123–1140) ist noch einmal eine größere Bautätigkeit zu verzeichnen, doch kehrte der Herrscher am Ende seiner Herrschaft bzw. erst sein Nachfolger Vladislav II. (1140–1172) auf die Prager Burg zurück. Nach rund 70 Jahren Regierungstätigkeit der Přemysliden verfiel die Burg zunehmend.
Fortbestand hatten dagegen die geistlichen Einrichtungen, allen voran das Kollegiatstift. Der Immunitätsbezirk des Kapitels umfasste die Kapitelkirche, Kapitelgebäude, Propstei mit der St.-Clemens-Kapelle, Dekanei mit der St.-Laurentius-Kirche, Kapitelschule und mehrere Chorherrenhöfen (Kurien).

### Der Ausbau unter Karl IV. in der zweiten Hälfte des 14. Jahrhunderts
Einen erneuten Aufschwung erlebte der Berg unter Karl IV. Grund hierfür war nicht nur die fortifikatorisch günstige Anbindung an die Befestigung der Prager Neustadt, sondern auch der von Karl immer wieder betonte Bezug auf den heiligen Wenzel und die Přemysliden. Die Burg war der letzte Sitz seiner Mutter, der Königin Elisabeth, die 1330 hier verstarb.

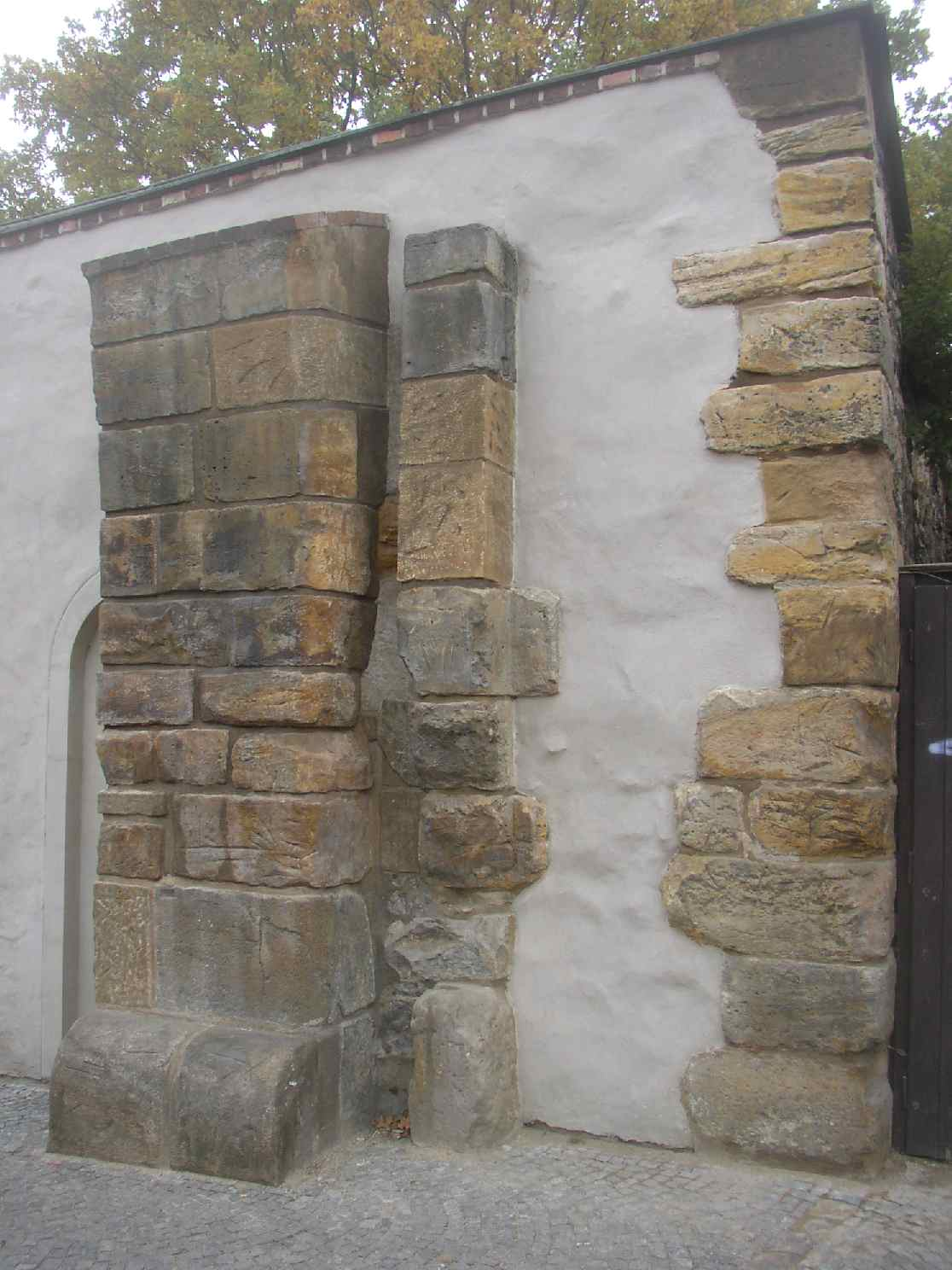
Mauerreste des Spitzen Tores

Vyšehrad 1606

Im selben Zeitraum, in dem die Mauer der Neustadt aufgebaut wurde, errichtete man auch hier eine neue Befestigung mit zwei neuen Toren und 13–15 quaderförmigen Türmen mit einer Breite von sieben Metern, die einen Abstand von etwa 60 Metern zueinander hatten. Auch diese Mauer war wie die der Neustadt mit Zinnen und Wehrgang versehen. Den Hauptzugang zum Vyšehrad bildete im Osten das „Spitze Tor“ (Špička), das wie auch die anderen vier Stadttore als porta novem pinarum gestaltet, das heißt mit neun Türmchen versehen wurde. Den Zugang in die Stadt ermöglichte das Prager Tor (Pražská brána), das spätere Jerusalemer Tor (Jeruzalémská brána).
Innerhalb des Mauerrings ließ Karl nach dem Ausbau der Prager Burg auch hier einen neuen Königspalast errichten und die Kollegiatstiftskirche St. Peter und Paul 1364–1369 zu einer dreischiffigen Kirche mit Seitenkapellen umbauen. Gleichfalls in der zweiten Hälfte des 14. Jahrhunderts wurden die kleine Kirche der „Enthauptung des hl. Johannes“ (Sv. Jana Stětí) und in der Vorburg an der Nordseite die Kapitelspitalkirche der „Jungfrau Mariä Demut“ (Pokory Panny Marie) wohl als zweischiffige Hallenkirchen errichtet.
Karl IV. bemühte sich auch, die kulturelle Tradition des Vyšehrads wiederaufleben zu lassen; er unterstützte die Schulen und erneuerte den feierlichen Gottesdienst mit Kirchengesang. In der Krönungsordnung bestimmte er den Vyšehrad zum Ausgangspunkt des Krönungszuges der böhmischen Könige, den Karl IV. selbst als Erster am 1. September 1347 unternahm und der von hier aus über den Viehmarkt, die Altstadt und die Karlsbrücke zum Hradschin führte.
Auf dem gleichen Weg wurden am Palmsonntag 1350 die Reichskrönungsinsignien und -heiligtümer, die nach ihrer Übergabe durch den Sohn Ludwigs des Bayern zunächst auf den Vyšehrad gebracht wurden, von Karl IV. in Begleitung des Erzbischofs und des Hofes über die Zwischenstation Viehmarkt in die Prager Burg überführt. Diesen Weg beschritt noch einmal der Trauerzug nach dem Tod Karls IV. am 29. November 1378, wobei dessen Leiche eine Nacht in der Kapitelkirche St. Peter und Paul aufgebahrt wurde.

### Der Vyšehrad vom 15. Jahrhundert bis heute

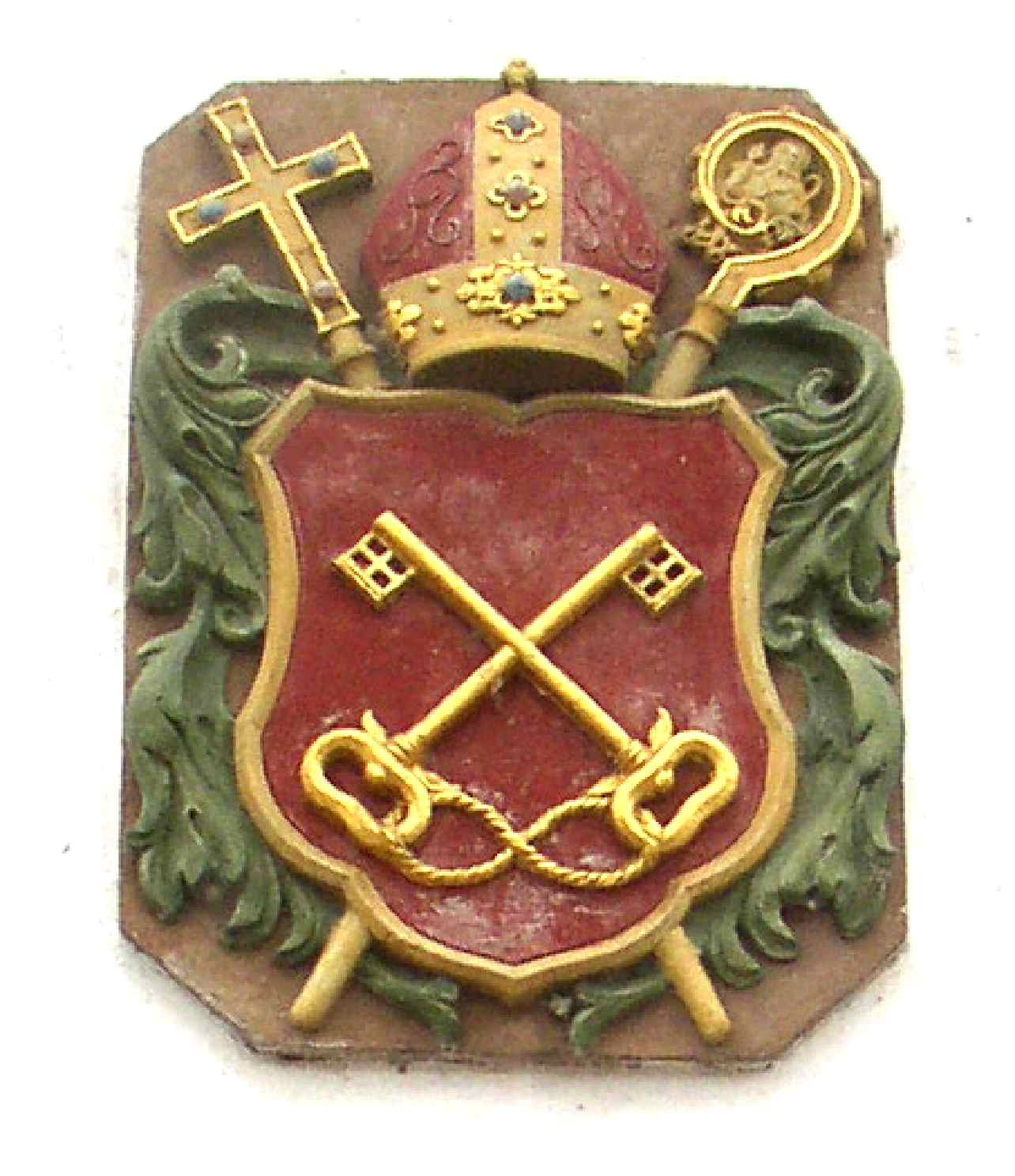
Wappen des Kapitels

Nach Karls Tod war der Vyšehrad vor allem eine Priesterstadt, in der über hundert Geistliche etwa zehn oder mehr Sakralräume betreuten. 1420 wurden Burg und Immunität durch die Hussiten erobert und dabei nahezu alle Bauten zerstört. Im 15. Jahrhundert entstand die mehrheitlich von kleinen Handwerkern bewohnte „Freistadt auf dem Berge Vyšehrad“. Mit der Gegenreformation fiel das Gelände 1620 an das Kapitel zurück, und es kam zunehmend zu Differenzen mit den eingesessenen Bewohnern.
Nachdem die militärtechnisch veraltete Burganlage 1648 bei einem Angriff der Schweden schwer beschädigt worden war, wurde sie 1654–1680 zu einer Barockfestung ausgebaut. Für die gewaltigen Schanzen aus Backsteinmauerwerk und die schweren Eckbasteien, die nach Heiligen benannt sind, wurde die Bevölkerung vertrieben, und es wurden Gebäude abgerissen. Die Festung wurde 1866 aufgehoben und bald darauf als sechstes Stadtviertel Prag angegliedert. 1911 wurde sie weitgehend geschleift. Sie war unter anderem der Hauptschauplatz in der Rahmennovelle Innocens (1865) des österreichischen Schriftstellers Ferdinand von Saar.
Bereits am Ende des 19. Jahrhunderts und zwischen 1924 und 1935 sowie in der zweiten Hälfte des 20. Jahrhunderts wurden hier intensive archäologische Forschungen unternommen, bei der einige profane und sakrale Gebäude des romanischen und gotischen Königshofes entdeckt und sichtbar gemacht werden konnten.

## Bestandteile

### Vyšehrader Tunnel

Vysehrader Tunnel

Der Tunnel ist ein Straßentunnel und führt durch den Vyšehrad-Felsen. Die Eröffnung war am 11. Dezember 1904. Durch den Tunnel verläuft seit 1910 auch eine Straßenbahnlinie. Entlang der Westseite des Tunnels führt ein schmaler Steg mit einer Breite von 1,30 Meter getrennt von der Fahrbahn. Obwohl der Tunnel sehr kurz ist, bildet er einen Engpass für den Verkehr entlang des östlichen Moldauufers zwischen Prager Neustadt und Podolí (Prag). Im Falle der Schließung des Tunnels (z. B. 1975, von März bis Juli 1982 und im November 2008) ist man neben weiträumigen Umleitungen über Pankrác oder Smíchov auf öffentliche Transportschiffe angewiesen.

### Basilika St. Peter und Paul

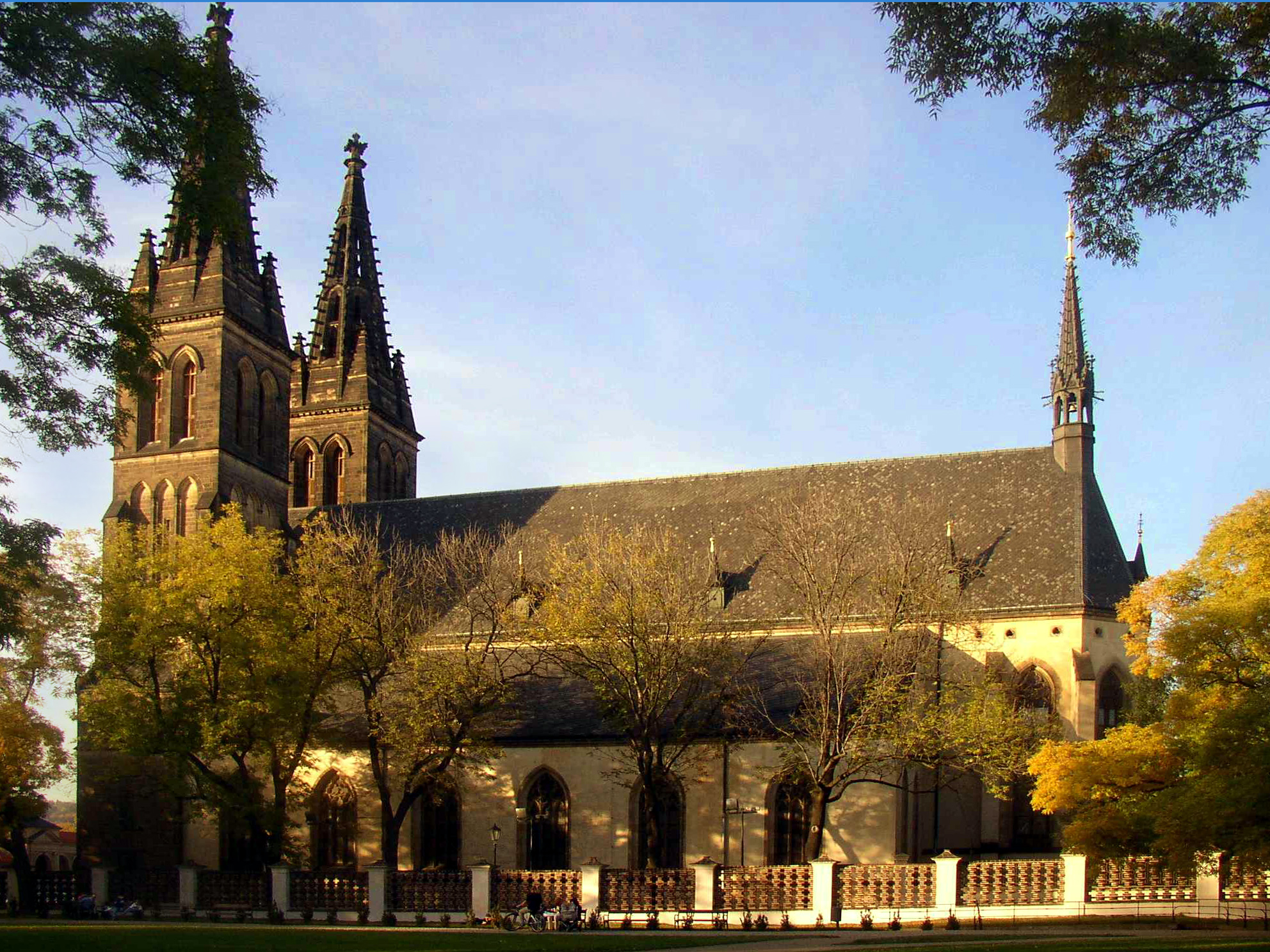
St.-Peter-und-Paul-Kirche

Die St.-Peter-und-Paul-Kirche (Kostel sv. Petra a Pavla) wurde in den 1070er Jahren unter Vratislav II. als Kollegiatstiftskirche des Vyšehrader Kapitels gegründet. Gleichzeitig diente sie als Grabkirche, in der vier přemyslidische Herzöge bestattet worden sind. Bei dem im Inneren aufgestellten romanischen Steinsarkophag aus dem 11. Jahrhundert oder der Zeit um 1100 mit einem charakteristischen Rundbogenfries, der sogenannten Tumba des heiligen Longinus, handelt es sich wahrscheinlich um die Grablege eines Přemyslidenherzogs. Reste der ursprünglich romanischen dreischiffigen Basilika haben sich in der Südwestecke der heutigen Kirche erhalten, große Teile konnten darüber hinaus bei den Ausgrabungen dokumentiert werden. In den Folgejahren wurde die Kirche mehrfach vergrößert und nach einem Brand frühgotisch erneuert.
Unter Karl IV. begann 1364–1369 der Umbau zu einer dreischiffigen Kirche mit Seitenkapellen, der erst Anfang des 15. Jahrhunderts vollendet werden konnte. Von diesem Bau sind heute nur noch die Seitenschiffe und die Kapellen vorhanden, da die Kirche in der Renaissance und im Barock zahlreiche Veränderungen erfuhr. 1575–1576 wurde ein neuer Chor und später die Sakristei angefügt, 1678 der freistehende frühbarocke Glockenturm errichtet. 1709–1729 ersetzte Franz Maximilian Kaňka die gotischen Gewölbe durch barocke und blendete die barocke „gewellte“ Front vor. Die heutige Gestalt geht vor allem auf eine 1885–1887 erfolgte neogotische Umgestaltung durch Josef Mocker zurück, die dominierende Doppelturmfassade wurde erst 1902–1903 angefügt. Auch der Fassadenschmuck und die Innenausstattung stammen fast ausschließlich aus dieser Zeit.
Ein besonderes Ausstattungsstück ist ein gotisches Tafelbild der Jungfrau Maria aus der Zeit um 1360, die sogenannte „Vyšehrader Madonna“ oder auch „Regenmadonna“. Mit ihr wurde in Dürrezeiten bei Prozessionen für Regen gebetet. Es wurde von Karl IV. oder Erzbischof Johann Očko von Wlašim (Jan Očko z Vlašimi) gestiftet. Das Bild ist mit Tempera auf Holz (Leinwand) gemalt, und nach der Beschneidung oben und unten noch 58 mal 43 cm groß. Es gehört zu dem Typ der Madonna „Galaktotrophusa“ und zeigt die stillende Gottesmutter.

### Vyšehrader Friedhof

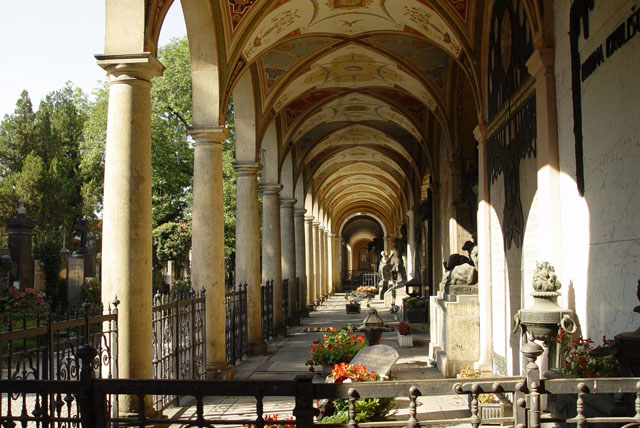
Vyšehrader Friedhof

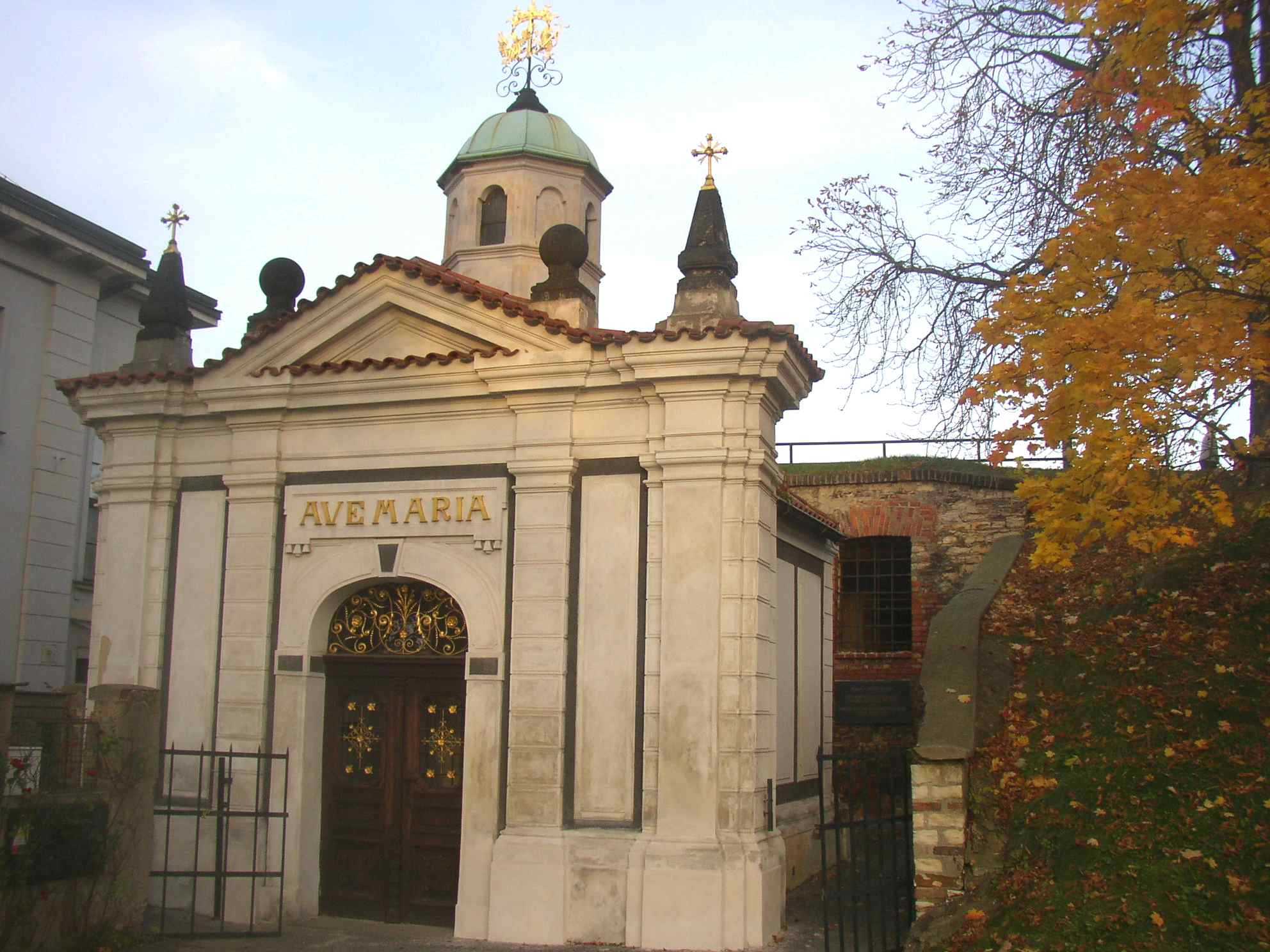
Kapelle der Jungfrau Maria an den Schanzen

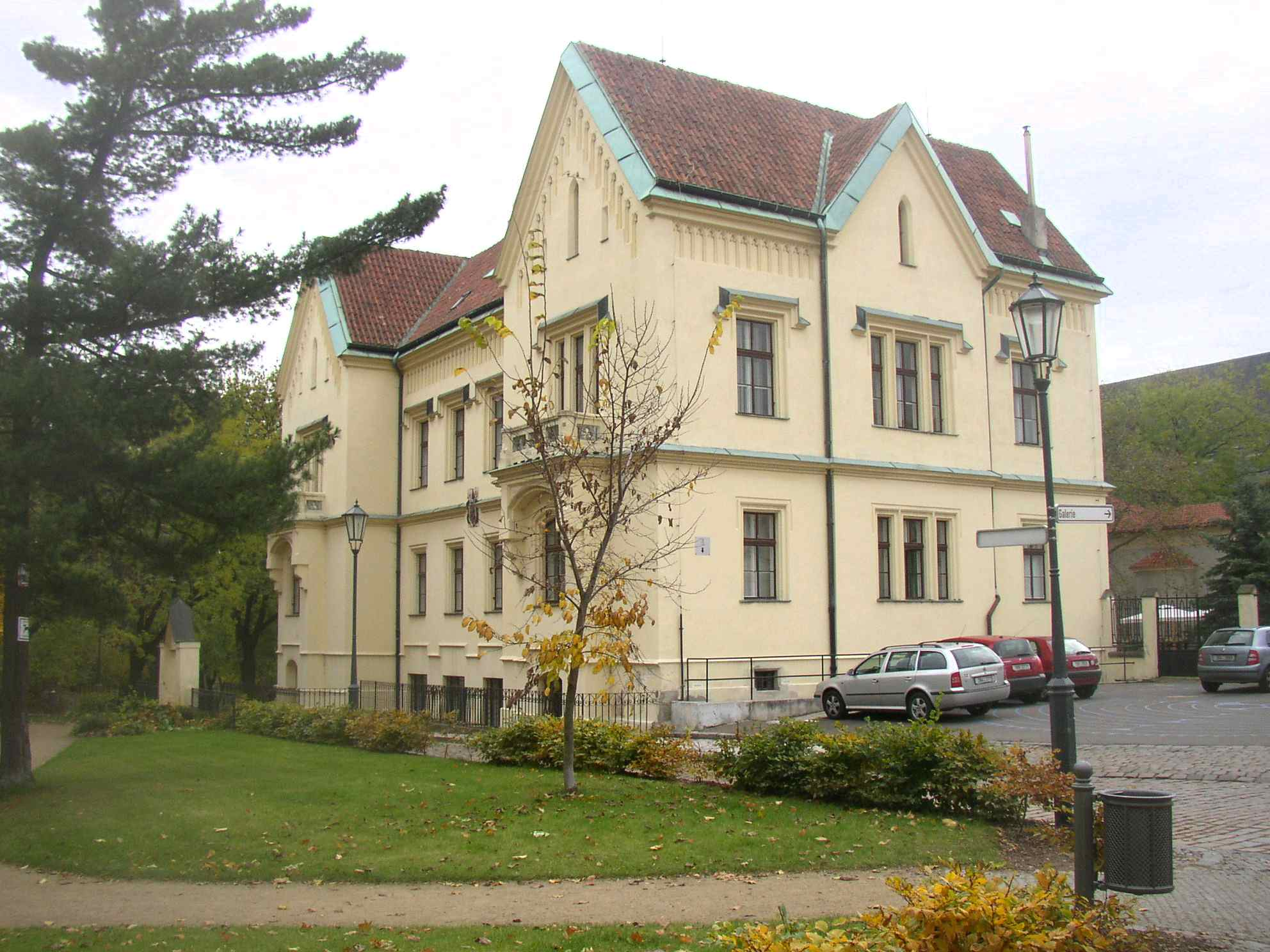
Neue Propstei

An die Kirche schließt sich der Vyšehrader Friedhof (Vyšehradský hřbitov) an, der bedeutendste Prager Friedhof, auf dem unter anderem die Komponisten Antonín Dvořák, Bedřich Smetana und Rafael Kubelík sowie der Dichter und Journalist Jan Neruda ihre letzte Ruhe gefunden haben, ebenfalls fand hier die große tschechische Opernsängerin Ema Destinová ihre letzte Ruhestätte. In den 1870er Jahren wurde er als nationale Begräbnisstätte geschaffen. Im Zentrum steht der Slavín aus den Jahren 1889–1893, die gemeinsame Ehrengruft der verdienten Persönlichkeiten des tschechischen Volkes (unter anderem auch Alfons Mucha oder der Wissenschaftler und Erfinder František Křižík).

### Kapelle der Jungfrau Maria an den Schanzen
Die Kapelle der Jungfrau Maria an den Schanzen (Kaple Panny Marie v hradbách) ist eine Wallfahrtsstätte aus der Mitte des 18. Jahrhunderts für die Skulptur der Jungfrau Maria von Loreto (heute in St. Peter und Paul). Die Kirche wurde 1784 durch Joseph II. aufgehoben, knapp ein Jahrhundert später jedoch neu geweiht.
Dicht hinter der Kapelle am Abhang zum Nusle-Tal stand ursprünglich die Kirche Enthauptung des hl. Johannes, eine zweischiffige Hallenkirche des späten 14. Jahrhunderts. Nach der Verwüstung durch die Hussiten wurden auch ihre Reste durch den Festungsausbau beseitigt.

### Alte und Neue Propstei
Die Alte Propstei (Staré proboštství) entstand in der ersten Hälfte des 18. Jahrhunderts und zeigt noch Fragmente alter Freskogemälde.
Die Neue Propstei (Nové propoštství) ist ein neogotischer Bau aus dem Jahr 1872.

### Sankt-Martins-Rotunde
Die Martinsrotunde (Rotunda sv. Martina) ist die älteste Rotunde Prags, die wahrscheinlich noch im 11. Jahrhundert gebaut worden ist. Die zwischenzeitlich profanierte Kirche wurde im 19. Jahrhundert renoviert und mit Wandmalereien ausgestattet, die Motive aus dem Vyšehrader Krönungskodex zeigen.

### St.-Laurentius-Basilika
Bei der St. Laurentius Basilika (Kostel sv. Vavřince), einer romanischen Rotunde aus der zweiten Hälfte des 11. Jahrhunderts, handelt es sich um die ursprüngliche, von Vratislav II. errichtete Pfarrkirche der Burg. Erst vor wenigen Jahren konnten die Fundamente eines Sakralbaus mit kreuzförmigem Grundriss freigelegt werden.
Die Kirche wurde in den Hussitenkriegen vernichtet. In der Spätgotik wurde unter Verwendung der romanischen Mauern ein neues Domherrenhaus gebaut und die Nordapsis der Kirche in die Hauskapelle des Gebäudes eingebaut, die das Patrozinium übernahm.

### Neue Dekanei

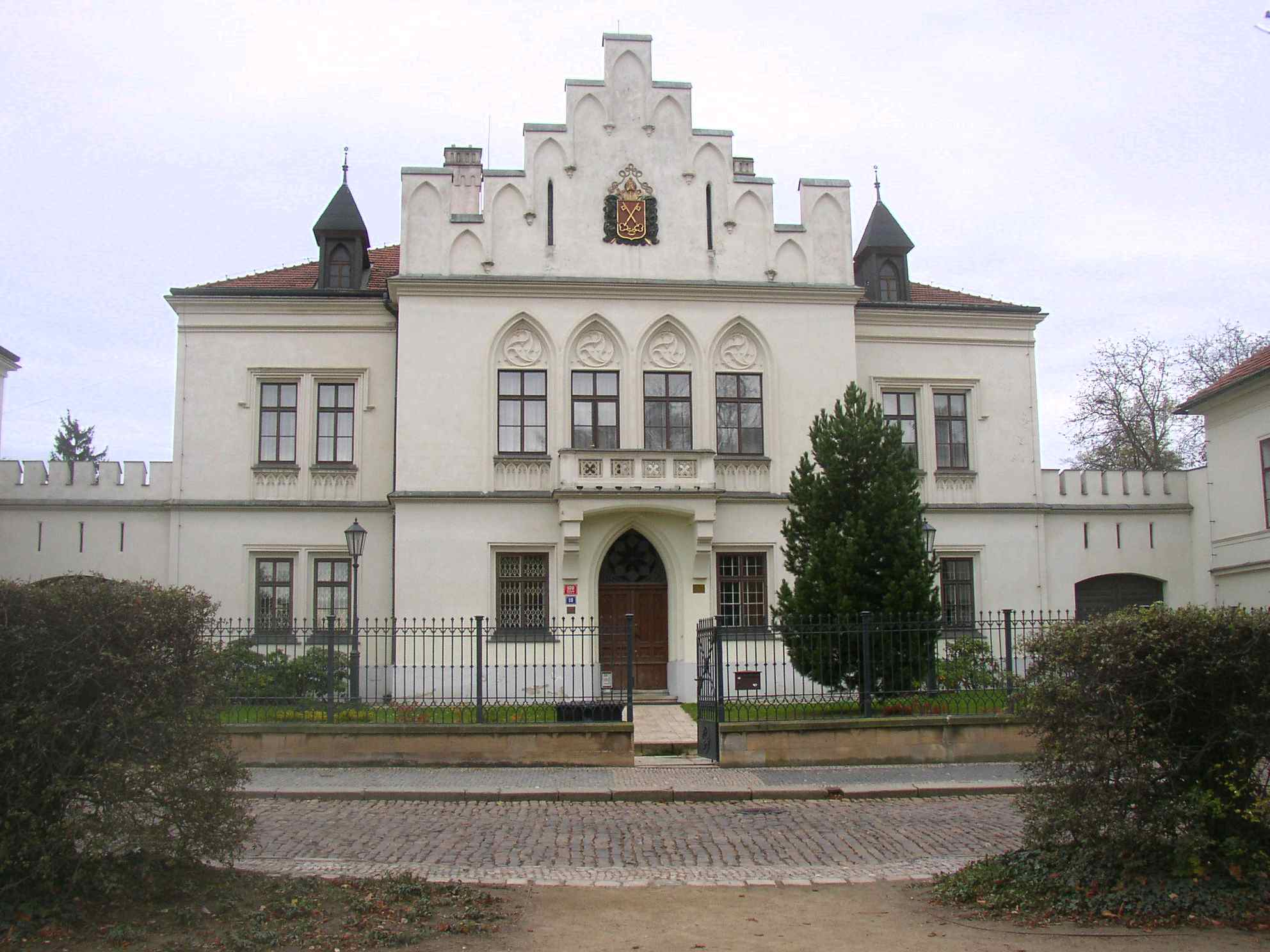
Neue Dekanei

Die Neue Dekanei wurde 1877–1879 von J. Nicklas errichtet. Sie beherbergt heute eine Ausstellung zur Geschichte des Vyšehrads und der Kapitelbibliothek. Reste der St.-Laurentius-Basilika wurden auch hier verbaut beziehungsweise im Garten der Dekanei aufgedeckt.

### Vyšehradské sady
Der Park befindet sich an der Stelle des romanischen Wohnbaus („Palas“) und des gotischen Königshofs Karls IV. 1655 wurde hier ein Zeughaus errichtet, das 1927 niederbrannte. Seitdem dient das Gelände als Park. Im Mittelteil sind Statuengruppen von Josef V. Myslbek aufgestellt, die dieser 1881–1897 für die Palacký-Brücke schuf und die 1948 ihren neuen Standort zugewiesen bekamen. Diese Aufstellung erscheint nicht ganz glücklich, da die Figuren für die Brücke untersichtig konzipiert waren. Sie zeigen Gestalten aus alten tschechischen Sagen. Am nördlichen Rand der Grünfläche sind Reste der romanischen Brücke ausgegraben und sichtbar gemacht worden, die den Zugang zu dem südlich davon liegenden Burgareal bildete.

### Burggrafenhaus
Das Burggrafenhaus an der südwestlichen Ecke des Berges ist ein Teil des Palastbezirks Karls IV., der im 16. Jahrhundert umgebaut wurde. Westlich davon sind weitere Reste des 14. Jahrhunderts erhalten, ebenso im ehemaligen Burgturm, der jedoch barock überformt wurde. Er beherbergt eine Ausstellung mit Stichen und alten Darstellungen des Vyšehrads. Unterhalb liegt dicht am Felshang die Ruine eines mittelalterlichen Wachgebäudes. Im Volksmund heißt dieser Platz seit der Romantik „Libussas Bad“. Doch diente der Durchlass mit der Felsspalte nicht etwa, um Libussas abgelegte Liebhaber nach unten in die Moldau, sondern um mit Schiffen ankommende Waren nach oben zu befördern.

### Tore der Festung

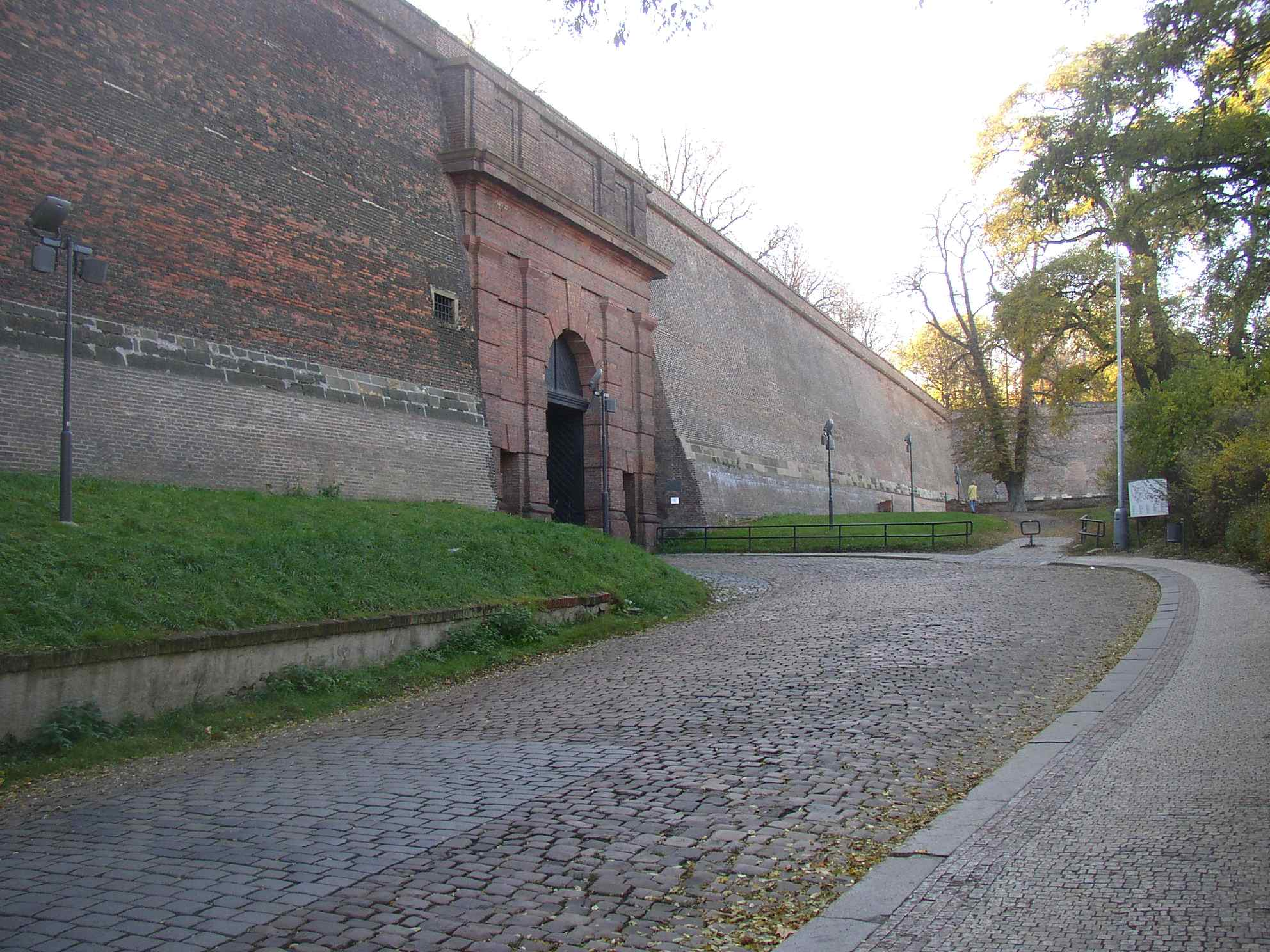
Chotek-Tor

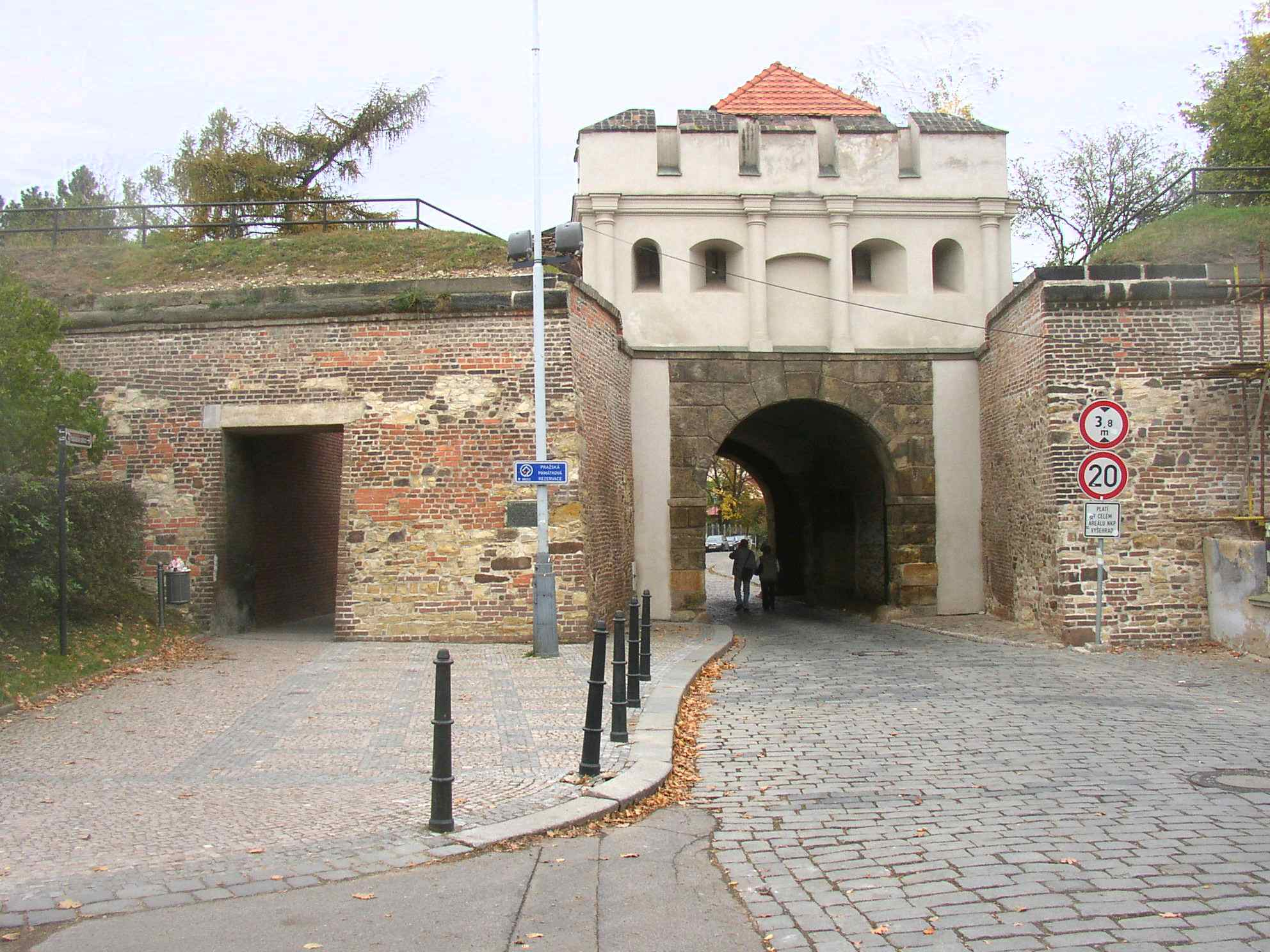
Tábor-Tor

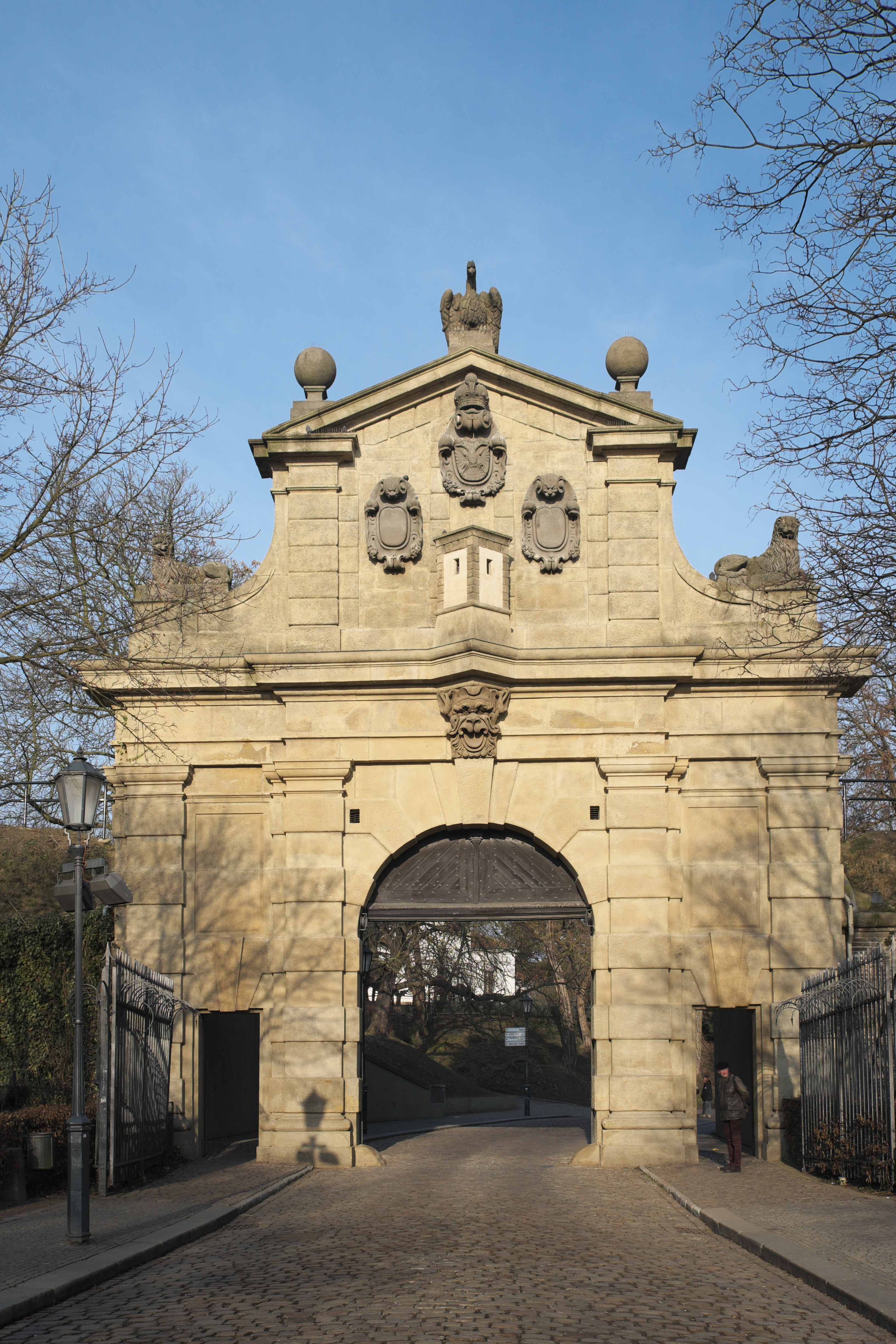
Leopolds-Tor

- Von der barocken Festung ist das Chotek-Tor zu nennen, das als jüngstes Tor im Empirestil 1841 erbaut wurde. Hier liegt der Zugang zu Kasematten im Inneren der Barockbefestigung.
- Das Tábor-Tor lag im Südosten noch vor den eigentlichen Schanzen. Es wurde um 1655 im Frühbarock an der äußeren barocken Befestigung errichtet. Dahinter lag die mittelalterliche Vorburg.
- Das Spitze Tor (Špička; V pevnosti Nr. 9/CN 10) bildete den Hauptzugang zum Vyšehrad und war wie auch die anderen vier Stadttore der Neustadt als porta novem pinarum gestaltet, also mit neun Türmchen versehen. Es zeigt noch Mauerreste des von 1348 bis 1350 errichteten Haupttores und ein 140 m langes Teilstück der gotischen Burgmauer, die hier mit der Neustadtbefestigung zusammenstieß.
- Das Leopolds-Tor (Leopoldova brána) lag im inneren Ring der Festung. Carlo Lurago baute es um 1678. Die ursprüngliche Zugbrücke wurde 1842 durch die heutige Straße ersetzt.

## Verschiedenes
Bedřich Smetana hat dem Vyšehrad die erste sinfonische Dichtung aus seinem Zyklus Mein Vaterland gewidmet.